# Parc national naturel de Sanquianga
Le parc national naturel de Sanquianga est un parc national situé près de la côte pacifique de la  Colombie,  dans le département de Nariño.